# Первенец (фильм)
«Первенец» (англ. First Born) — американский фильм ужасов 2007 года.

## Сюжет
Действие фильма происходит в Нью-Йорке. Молодая и преуспевающая пара узнаёт, что вскоре у них родится малыш. Будущий отец, узнав об этом, приходит в восторг и предлагает приобрести новый дом в пригороде. Но внезапно после рождения дочери, состояние матери ухудшается. Это вынуждает отца нанять няню, которая через некоторое время начинает вести себя необычно, и с этого момента в доме начинают происходить странные явления.

## В ролях
| Актёр            | Роль             |
| ---------------- | ---------------- |
| Элизабет Шу      | Лаура            |
| Стивен Маккинтош | Стивен           |
| Кэтлин Шелфант   | миссис Каспариан |
| Ханди Александер | Дирдра           |
| Энн Вулф         | Саманта Ли       |